# Xavier Benguerel
Xavier Benguerel i Llobet (Barcelona, 3 de agosto de 1905 - 19 de diciembre de 1990) fue un escritor y traductor español, ganador del premio Planeta en 1974 con su novela Icaria, Icaria y en 1988 el de Honor de las Letras Catalanas.

## Vida y obra
En 1929 se estrena en la novelística catalana con la publicación de Pàgines d´un adolescent, con la que recibió el premio Les Ales Esteses. En 1930, se casa con Rosa Godó i Gabarró, con la que tuvo dos hijos. En 1936, el autor entra en los servicios administrativos de la Institución de las Letras Catalanas. 
Durante la guerra civil española redactó textos propagandísticos de exaltación al combate. Pasó al exilio, al principio en Francia, coincidiendo con los escritores Mercè Rodoreda, Pere Calders, Anna Murià o Joan Oliver. Con este último mantuvo una larga relación epistolar y una relación de amistad que se acabó enfriando años después por diferencias ideológicas. Gracias al Servicio de Evacuación de Refugiados Españoles, se embarca hacia Buenos Aires con destino de Santiago de Chile. Allí crea el "Laboratorio Benguerel S.L.", que le proporcionó grandes beneficios económicos y la posibilidad de dedicarse a la literatura de manera profesional. Durante su exilio publicó Sense retorn y La Máscara (cuentos). 
En 1954 regresó a Cataluña y un año más tarde crea con Joan Sales "El club dels Novel.listes", donde publicó el primer volumen de la colección con la novela El testament y Gorra de plat. El club dels Novel·listes publicó también a Mercè Rodoreda, Llorenç Villalonga, Maria Aurèlia Capmany, Joan Sales y Ramon Folch, entre otros. 
En 1974 obtuvo el premio Planeta por Icaria, Icaria, publicada simultáneamente en castellano y catalán, en la que recrea el ambiente anarquista del Pueblo Nuevo de antes de la guerra. 
Falleció en plena transformación del barrio obrero del Pueblo Nuevo y de la fachada marítima de la ciudad de Barcelona a causa de los Juegos Olímpicos de 1992, transformación que lamentó públicamente.

## Estilo y temática
El estilo de las obras de Benguerel es el tradicional y resulta de fácil lectura. La temática de sus obras incide en los conflictos morales y en la vida cotidiana y presta especial atención al mundo laboral. 